# Josef Bletzacher
Josef Bletzacher (14. August 1835 in Schwoich, Tirol – 16. Juni 1895 in Hannover) war ein österreichischer Opernsänger (Bass).

## Leben
Bletzacher, Sohn eines Volksschullehrers und Organisten in Zell im Zillertal, besuchte das Gymnasium der Franziskaner in Salzburg, wo er auch im erzbischöflichen Chor sang. Nach der Matura begann er ein Jura-Studium an der Universität Wien. 1859 unterbrach der Sardinische Krieg sein Studium, an dem er als Oberleutnant der 1. Tiroler Scharfschützenkompanie teilnahm. Nach der Rückkehr nahm er sein Jura-Studium nicht wieder auf, sondern studierte Gesang bei Gustav Gunz und Eduard Holub in Wien. Den letzten Schliff erhielt er von Julius Stockhausen.
1861 debütierte er am Stadttheater Würzburg als „Komtur“ in Don Giovanni. 1862 ging er an das Hoftheater in Hannover, wo er bis 1893 blieb. Dort wurde er als Bühnen- wie als Konzertsänger geschätzt. Er war Mitbegründer der Deutschen Schauspielergenossenschaft. Bei der Premiere des Oratoriums Odysseus von Max Bruch am 8. Februar 1873 vor 1.250 Zuschauern in Barmen sprang er kurzfristig für Julius Stockhausen ein. Als Gastsänger trat er unter anderem in Berlin, Hamburg, Rotterdam, Bremen, Schwerin und Kassel auf.
Bei einem Besuch der Wiener Weltausstellung 1873 entdeckte Bletzacher in einem Notenbuch im amerikanischen Pavillon den Namen des bislang unbekannten Komponisten des Weihnachtsliedes Stille Nacht, heilige Nacht und veröffentlichte dazu einen Artikel in der Zeitschrift Die Gartenlaube.

## Veröffentlichungen
- Lieder-Buch des deutschen und österreichischen Alpen-Vereines: mit einem Anhang, Adolph Nagel, Hannover 1887
- Geschichte eines deutschen Liedes. In: Die Gartenlaube. Leipzig 1891 (deutschestextarchiv.de).